# Phyllophaga comaltepecana
Phyllophaga comaltepecana är en skalbaggsart som beskrevs av Moron 2003. Phyllophaga comaltepecana ingår i släktet Phyllophaga och familjen Melolonthidae. Inga underarter finns listade i Catalogue of Life.